# 米易灯心草
米易灯心草（学名：Juncus miyiensis）为灯心草科灯心草属的植物，是中国的特有植物。分布在中国大陆的四川省等地，生长于海拔3,200米的地区，常生长在草丛中，目前尚未由人工引种栽培。